# 董元
董元（？—271年），建宁（郡治今云南省曲靖市）人，是蜀漢至西晉初期將領。

## 生平
董元本為蜀漢南中都督霍弋帳下牙門將，蜀亡後隨霍弋降魏，晉代魏後又归屬於晉朝。吳交阯郡吏呂興起事反抗吳國統治，引發「交阯之亂」，董元受霍弋派遣與爨谷、馬融、楊稷、毛炅、王素等人率軍前往交阯支援叛吳的呂興，安撫了交阯等三郡。寶鼎三年（268年，晉泰始四年），吳國派劉俊等引兵來討伐，董元隨時任交阯太守的楊稷數次擊敗吳軍，後又與毛炅一起攻擊吳軍駐地合浦，在古城大敗吳軍，吳將劉俊、修則戰死。此戰取勝後，九真、鬱林兩郡也歸附晉國，董元被任命為九真太守。
建衡三年（271年，晋泰始七年），吳將虞汜、陶璜等再次率大軍前來，董元隨楊稷等人在分水大敗陶璜軍，殺死其兩員將領。不久後，董元被陶璜率一百人夜襲，損失了大量的輜重，後又被虞汜等人擊敗。四月，董元病逝，由王素接替其位置。

## 部下
- 解系，董元部將，後董元中陶璜計誤殺之。[4]
- 解象，董元部將，解系之弟，陶璜誘降並派他勸降其兄解系。
- 王承，董元屬下牙門將，董元死後王素接任九真太守。在王素兵敗時他與王素欲逃回南中，途中被陶璜部將衛濮擒獲。[5]
- 李祚，董元功曹，在交阯的晉軍被孙吴的陶璜擊敗後，拒絕其舅的勸降，堅守九真，後城破兵敗。